# Syrrhopeus
Syrrhopeus är ett släkte av skalbaggar. Syrrhopeus ingår i familjen långhorningar.
Kladogram enligt Catalogue of Life:
| Syrrhopeus | \| \| Syrrhopeus agelastoides \| \| \| \| \| \| Syrrhopeus sumatrensis \| \| \| \| |
|            | \| \| Syrrhopeus agelastoides \| \| \| \| \| \| Syrrhopeus sumatrensis \| \| \| \| |
|            | Syrrhopeus agelastoides                                                            |
|            |                                                                                    |
|            | Syrrhopeus sumatrensis                                                             |
|            |                                                                                    |